# Kletnja
Kletnja è una cittadina della Russia europea occidentale, situata nella oblast' di Brjansk. È dipendente amministrativamente dal rajon Kletnjanskij, del quale è il capoluogo amministrativo.
Sorge nella parte settentrionale della oblast', sul piccolo fiume Nadva (affluente dell'Iput'), 99 chilometri ad ovest di Brjansk. È la stazione terminale di una piccola diramazione (43 km) della linea ferroviaria Brjansk-Roslavl'.